# Paraceradocus miersi
Paraceradocus miersi is een vlokreeftensoort uit de familie van de Maeridae. De wetenschappelijke naam van de soort is voor het eerst geldig gepubliceerd in 1888 door Pfeffer.